# Joseph Homble
Joseph Homble, né le 26 septembre 1915 et mort à une date inconnue, est un footballeur international belge actif principalement durant les années 1940. Il joue durant presque toute sa carrière pour l'Olympic Charleroi, au poste de milieu de terrain.

## Carrière en club
Joseph Homble découvre la Division d'Honneur, le plus haut niveau du football belge, en 1937 avec l'Olympic Charleroi. Après une saison d'adaptation, le club s'installe dans le sub-top du championnat belge, un niveau qu'il maintient également durant les championnats perturbés joués pendant la Seconde Guerre mondiale. Après le conflit, l'équipe dispute sa meilleure saison lors du championnat 1946-1947, terminé à la place de vice-champion derrière Anderlecht. Les bonnes performances de Joseph Homble dans le milieu de terrain carolo lors de cette saison lui valent ses premières convocations en équipe nationale belge mais il ne jouera finalement qu'une fois avec les « Diables Rouges », en novembre 1947.
Après deux saisons supplémentaires avec l'Olympic, Joseph Homble quitte le club en 1949 pour rejoindre le Daring Club Louvain, actif en Promotion, le troisième niveau national belge de l'époque. Il y joue durant deux ans avant de mettre un terme à sa carrière de joueur.

### Statistiques
| Saison                | Club                  | Championnat           | Championnat | Championnat | Coupe(s) nationale(s) | Coupe(s) nationale(s) | Total | Total |
| Saison                | Club                  | Division              | M.          | B.          | M.                    | B.                    | M.    | B.    |
| 1937-1938             | Olympic Charleroi     | Division 1            | -           | -           | 0                     | 0                     | 0     | 0     |
| 1938-1939             | Olympic Charleroi     | Division 1            | -           | -           | 0                     | 0                     | 0     | 0     |
| 1941-1942             | Olympic Charleroi     | Division 1            | -           | -           | 0                     | 0                     | 0     | 0     |
| 1942-1943             | Olympic Charleroi     | Division 1            | -           | -           | 0                     | 0                     | 0     | 0     |
| 1943-1944             | Olympic Charleroi     | Division 1            | -           | -           | 0                     | 0                     | 0     | 0     |
| 1945-1946             | Olympic Charleroi     | Division 1            | -           | -           | 0                     | 0                     | 0     | 0     |
| 1946-1947             | Olympic Charleroi     | Division 1            | -           | -           | 0                     | 0                     | 0     | 0     |
| 1947-1948             | Olympic Charleroi     | Division 1            | -           | -           | 0                     | 0                     | 0     | 0     |
| 1948-1949             | Olympic Charleroi     | Division 1            | -           | -           | 0                     | 0                     | 0     | 0     |
| Sous-total            | Sous-total            | Sous-total            | -           | -           | 0                     | 0                     | 0     | 0     |
| 1949-1950             | DC Louvain            | Division 3            | -           | -           | 0                     | 0                     | 0     | 0     |
| 1950-1951             | DC Louvain            | Division 3            | -           | -           | 0                     | 0                     | 0     | 0     |
| Sous-total            | Sous-total            | Sous-total            | -           | -           | 0                     | 0                     | 0     | 0     |
| Total sur la carrière | Total sur la carrière | Total sur la carrière | 1           | -           | 0                     | 0                     | 1     | 0     |

## Carrière en équipe nationale
Joseph Homble compte trois convocations en équipe nationale belge mais seulement un match joué. Il est appelé une première fois le 1er juin 1947 pour un match amical en France, qu'il passe sur le banc des remplaçants. Sa deuxième convocation, le 21 septembre contre l'Angleterre à l'occasion d'un match amical disputé à Lisbonne, au Portugal, se passe de la même façon pour lui. Enfin, lors de sa troisième et dernière convocation, le 2 novembre pour un match amical en Suisse, il dispute l'intégralité de la rencontre.

### Liste des sélections internationales
Le tableau ci-dessous reprend toutes les sélections de Joseph Homble. Les matches qu'il ne joue pas sont indiqués en italique. Le score de la Belgique est toujours indiqué en gras.
| Date       | Compétition  | Adversaire | Lieu     | Score | Remarque |
| ---------- | ------------ | ---------- | -------- | ----- | -------- |
| 01/06/1947 | Match amical | France     | Colombes | 4-2   |          |
| 21/09/1947 | Match amical | Angleterre | Lisbonne | 2-5   |          |
| 02/11/1947 | Match amical | Suisse     | Genève   | 4-0   |          |